# Pic de Panestrel
Pic de Panestrel – szczyt górski w Alpach Kotyjskich na granicy departamentów Alpy Wysokie i Alpy Górnej Prowansji. Osiąga wysokość 3254 m n.p.m.